# Ablabesmyia pulchripes
Ablabesmyia pulchripes är en tvåvingeart som först beskrevs av Jean-Jacques Kieffer 1910.  Ablabesmyia pulchripes ingår i släktet Ablabesmyia och familjen fjädermyggor. Inga underarter finns listade i Catalogue of Life.